# フロントメモリー
「フロントメモリー」（FRONT MEMORY）は、神聖かまってちゃんの通算6作目、メジャーでは2作目となるシングル。2014年4月9日に4946枚限定でunBORDEから発売された。

## 解説
前作「知恵ちゃんの聖書」から1年半ぶりとなるシングル作品。
2014年元日に掲げたマニフェストの内の1つ「3ヶ月連続シングルリリース」の第一弾。
表題曲は元々、2013年6月にの子自身がYouTubeにアップした楽曲。CD発表にあたり、の子の提案により川本真琴をゲストボーカルに迎えたことで、曲名は「フロントメモリーfeat.川本真琴」に変更された。
販売枚数には「しくよろ」という意味が隠されている。

## 収録曲
1. フロントメモリーfeat.川本真琴
2. 僕のHIPHOP
3. ハワイ

## ミュージックビデオ
監督はスミス。
モーニング娘。のOGである新垣里沙が出演している。

## 演奏者
- の子（ボーカル、ギター、キーボード）
- mono（キーボード、MC）
- ちばぎん（ベース、コーラス）
- みさこ（ドラム）

## カバー

### 鈴木瑛美子×亀田誠治
「フロントメモリー」の、鈴木瑛美子×亀田誠治によるカバーバージョンは、2018年5月11日に配信限定シングルとして発売され、同年5月23日に発売された「恋は雨上がりのように オリジナル・サウンドトラック」に収録された。

#### タイアップ
- 東宝配給映画『恋は雨上がりのように』（永井聡監督）主題歌[9]

### 神聖かまってちゃん（の子）
- 神聖かまってちゃんのボーカルの子が歌唱するセルフカバーバージョンは、アルバム『英雄syndrome』に収録されている。

### フロントメモリー feat. ACAね(ずっと真夜中でいいのに。)
ずっと真夜中でいいのに。のACAねをフィーチャリングアーティストに迎えたバージョンは、バンドの結成15周年を記念して2023年8月23日にリリースされ、カップリングには川本真琴をフィーチャリングしたものと、の子が歌唱したもののリマスターバージョンが収録された。
前作『魔女狩り (feat. GOMESS)』から約7か月ぶりのリリースとなり、前作に続きコラボ楽曲となった。

#### 収録内容
| 全作詞・作曲: の子。 |                                                                              |       |            |      |
| #                    | タイトル                                                                     | 作詞  | 作曲・編曲 | 時間 |
| 1.                   | 「フロントメモリー feat. ACAね（ずっと真夜中でいいのに。）」                 | の子  | の子       | 4:53 |
| 2.                   | 「フロントメモリー feat. ACAね（ずっと真夜中でいいのに。）（Instrumental）」 | の子  | の子       | 4:53 |
| 3.                   | 「フロントメモリー feat. 川本真琴」(2023 Remaster)                           | の子  | の子       | 4:55 |
| 4.                   | 「フロントメモリー（の子 vocal version）」(2023 Remaster)                    | の子  | の子       | 4:50 |
| 合計時間:            | 合計時間:                                                                    | 19:31 |            |      |